# راميرو كاريرا
راميرو كاريرا (بالإسبانية: Ramiro Carrera) هو لاعب كرة قدم أرجنتيني في مركز الوسط، ولد في 24 أكتوبر 1993 في لابلاتا في الأرجنتين. لعب مع أرسنال ساراندي.

## وصلات خارجية
- راميرو كاريرا على موقع قاعدة بيانات كرة القدم.إي يو (الإنجليزية)
- راميرو كاريرا على موقع Soccerway.com (الإنجليزية)